# 少海穴
少海穴（しょうかいけつ）は、手の少陰心経に所属する3の経穴である。同経の合水穴である。

## 部位
上腕骨内側上顆の前に取穴する

## 名前の由来
少は手の少陰経を指し、海は脈気が多くあることから名づけられた。

## 効能
心痛を抑えるツボと考えられ、頭痛、歯痛に効く。眩暈、冷え性、眼充血にも使われる。局所治療穴として野球肘、テニス肘、ゴルフ肘の治療にも使われる
　　　　　